# Riki (czasopismo)
Riki – dawne słowackie czasopismo poświęcone tematyce gier komputerowych. Jego pierwszy numer ukazał się w 1994 roku.
Był skierowany do młodszej generacji graczy. Na łamach czasopisma publikowano recenzje gier na PC i Amigę. Stanowiska redaktorów pełnili m.in.: Ivo Ninja (Ivan Líška), Ľuboš of Mirsoft (Ľuboš Čulen), Marosh (Maroš Stano), Jedi (Vladan Hamřík), Red Eagle (Karol Vavrovič). Jednym z regularnych współpracowników był Jaro Filip, autor rubryk Hello Maniacs! i Horoskopy.
Później czasopismo zmieniło nazwę na Riki Multimedia Magazine. Do czasopisma dołączano dodatek, początkowo w formie dyskietki, później w postaci płyty CD-ROM.
Czasopismo zakończyło swoją działalność we wrześniu 1999.